# Challenger de Troisdorf 2022
El torneo Saturn Oil Open 2022 fue un torneo de tenis perteneció al ATP Challenger Tour 2022 en la categoría Challenger 80. Se trató de la 1.ª edición, el torneo tuvo lugar en la ciudad de Troisdorf (Italia), desde el 23 hasta el 29 de mayo de 2022 sobre pista de tierra batida al aire libre.

## Jugadores participantes del cuadro de individuales
| Favorito | País                  | Jugador                | Rank1 | Posición en el torneo |
| -------- | --------------------- | ---------------------- | ----- | --------------------- |
| 1        | Bandera de Eslovaquia | Andrej Martin          | 130   | Primera ronda         |
| 2        | Bandera de Chile      | Tomás Barrios          | 140   | Primera ronda         |
| 3        | Bandera vacío         | Roman Safiullin        | 147   | Semifinales           |
| 4        | Bandera de Francia    | Hugo Grenier           | 151   | Cuartos de final      |
| 5        | Bandera de Argentina  | Facundo Mena           | 167   | Primera ronda         |
| 6        | Bandera de Suiza      | Dominic Stricker       | 177   | Segunda ronda         |
| 7        | Bandera de Italia     | Thomas Fabbiano        | 187   | Segunda ronda         |
| 8        | Bandera de Argentina  | Thiago Agustín Tirante | 192   | Primera ronda         |

- 1 Se ha tomado en cuenta el ranking del 16 de mayo de 2022.

### Otros participantes
Los siguientes jugadores recibieron una invitación (wild card), por lo tanto ingresan directamente al cuadro principal (WC):
- Rudolf Molleker
- Henri Squire
- Marko Topo

Los siguientes jugadores ingresan al cuadro principal tras disputar el cuadro clasificatorio (Q):
- Rémy Bertola
- Andrey Chepelev
- Lucas Gerch
- Lukáš Klein
- Shintaro Mochizuki
- Aldin Šetkić

## Campeones

### Individual Masculino
- Lukáš Klein derrotó en la final a  Zizou Bergs, 6–2, 6–4

### Dobles Masculino
- Dustin Brown /  Evan King derrotaron en la final a  Hendrik Jebens /  Piotr Matuszewski, 6–4, 7–5